# Eiconaxius mortenseni
Eiconaxius mortenseni är en kräftdjursart som beskrevs av Sakai 1992. Eiconaxius mortenseni ingår i släktet Eiconaxius och familjen Axiidae. Inga underarter finns listade i Catalogue of Life.